# VW Jetta V
Der VW Jetta V (Typ 1K2/1KM (USA)) ist ein Pkw der unteren Mittelklasse des Herstellers Volkswagen. Das vom Golf V abgeleitete Modell wurde Anfang 2005 auf der LA Auto Show (USA) als Nachfolger des VW Jetta IV vorgestellt, welcher in Europa Bora hieß. Nach dem offiziellen Verkaufsstart in Nordamerika wurde das Modell im September 2005 unter dem Namen Jetta auch auf den europäischen Märkten eingeführt.
In China wurde der Jetta V unter der Bezeichnung VW Sagitar verkauft. In Argentinien und Chile, wo der Jetta IV wie in Europa als VW Bora verkauft wurde, lief der Jetta V wieder unter der Bezeichnung VW Vento, in Mexiko hieß die fünfte Generation VW Bora.
In Nordamerika wurde im August 2007 der Jetta SportWagen vorgestellt, der baugleich mit dem auf dem Golf V basierenden Golf Variant ist. Das gleiche Modell heißt in Brasilien Jetta Variant.

## Modellgeschichte
Eigentlich sollte die Baureihe aufgrund des geringen Erfolges nach der vierten Generation eingestellt werden. Der Erfolg und die gerade mit diesem Modell gesicherte Marktposition von Volkswagen in den USA führten dazu, dass die Modellgeschichte fortgeschrieben wurde. Der Jetta wurde  fortan ausschließlich in Puebla (Mexiko) gebaut und von dort vor allem in die USA und nach Europa exportiert.
Im Jahr 2007 wurden in den USA rund 100.000 und in Europa rund 52.000 Jetta neu zugelassen.

## Design
Die Heckpartie ähnelt der des VW Passat B6, die Frontpartie ähnelt der des Golf R32 (ein VW-typischer, großer Chromgrill bis zur Stoßstange, das Rippendesign ist vom Phaeton abgeleitet). An den Seiten findet man beim Jetta im Vergleich zum Golf V eine zusätzliche Sicke in Höhe der Türgriffe, die sich  über die gesamte Länge des Fahrzeugs erstreckt. Die fünfte Generation ist fast 20 cm länger als die Vorgänger; diese waren zwischen 1984 und 2005 alle etwa gleich lang.

## Varianten
Topmodell in den USA, dem Hauptmarkt, war wieder der GLI, der sich optisch wie technisch am Golf V GTI orientierte und dort wie dieser als eigenständiges Modell firmierte.
Auf dem mexikanischen Markt wurde der Jetta V als VW Bora verkauft, da dort weiterhin der Jetta IV gebaut und ebenfalls als Jetta vermarktet wurde. Die Standardmotorisierung für den nordamerikanischen Markt (USA, Kanada und Mexiko) ist ein Fünfzylinder-Reihenmotor mit Vierventil-Zylinderkopf, 2,5 Liter Hubraum und 110 kW (150 PS). Laut der Website von Volkswagen of America findet beim Jetta der gleiche Zylinderkopf wie beim V10-Motor des Lamborghini Gallardo Verwendung. Von diesem Motor ist auch der Antrieb des Audi TT RS abgeleitet.
In China wurde der VW (New) Bora angeboten, der technisch auf dem Jetta V basierte.

## Motoren

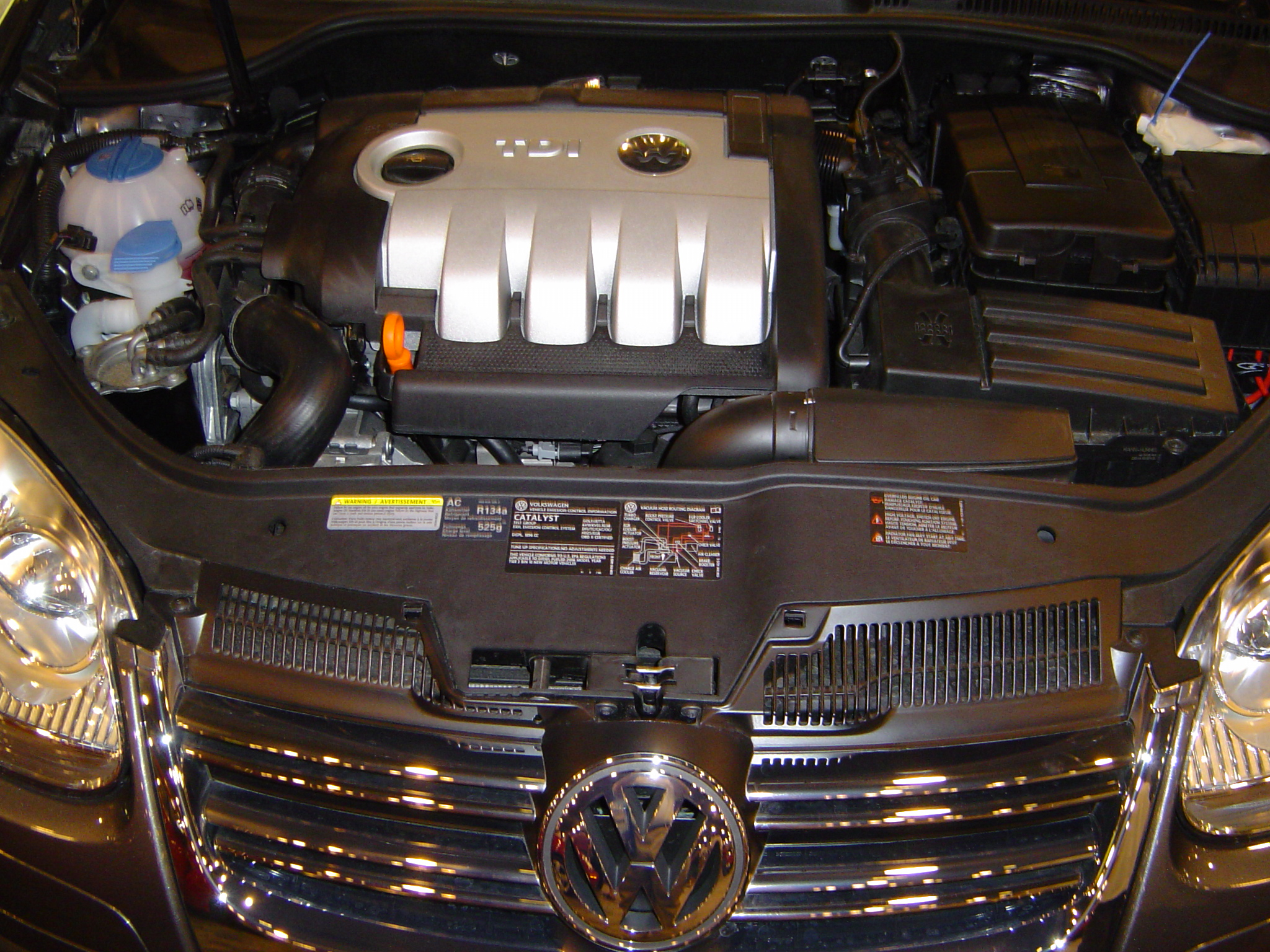
Dieselmotor 2.0 TDI 103 kW BMM

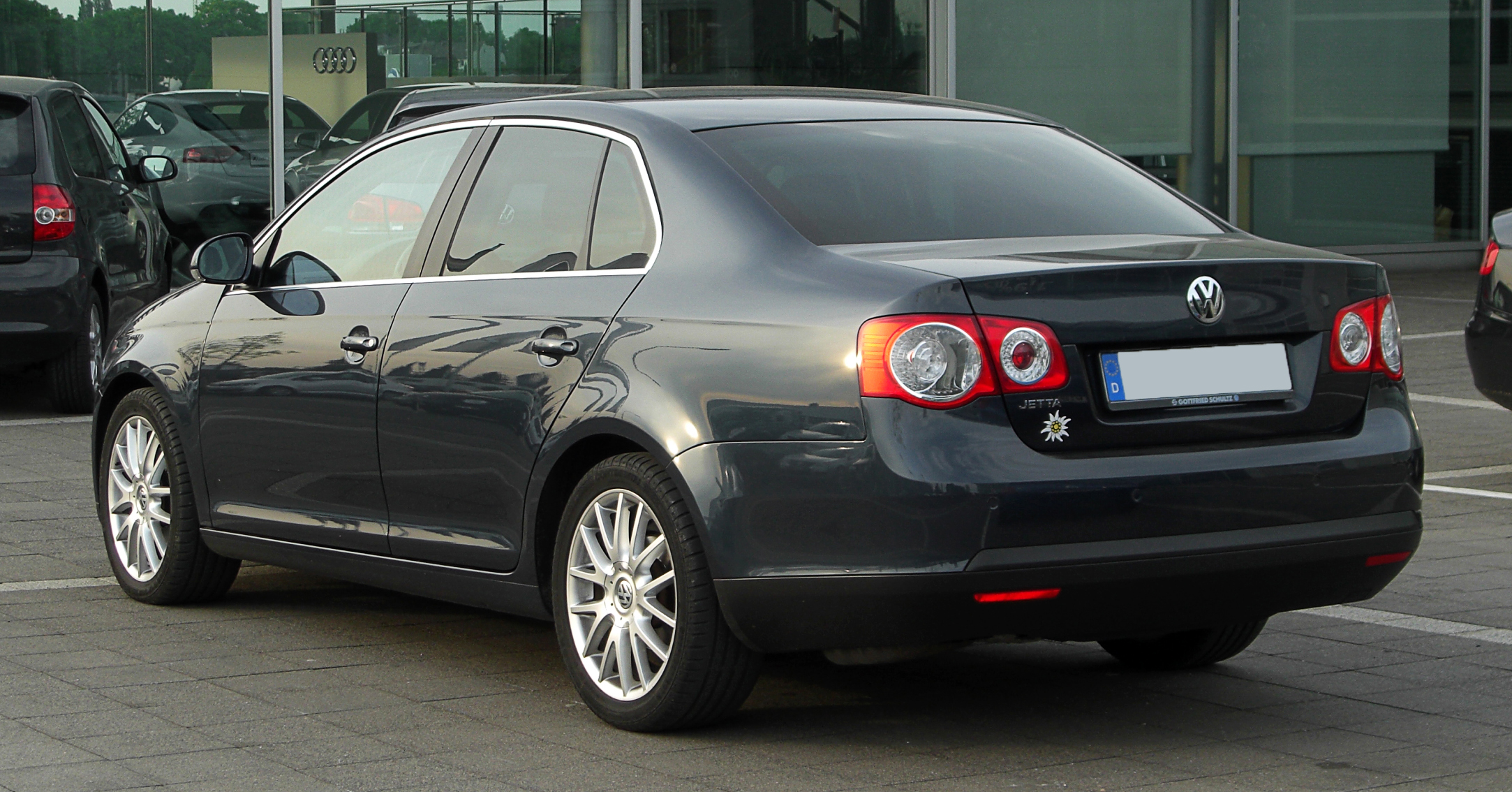
Heckansicht

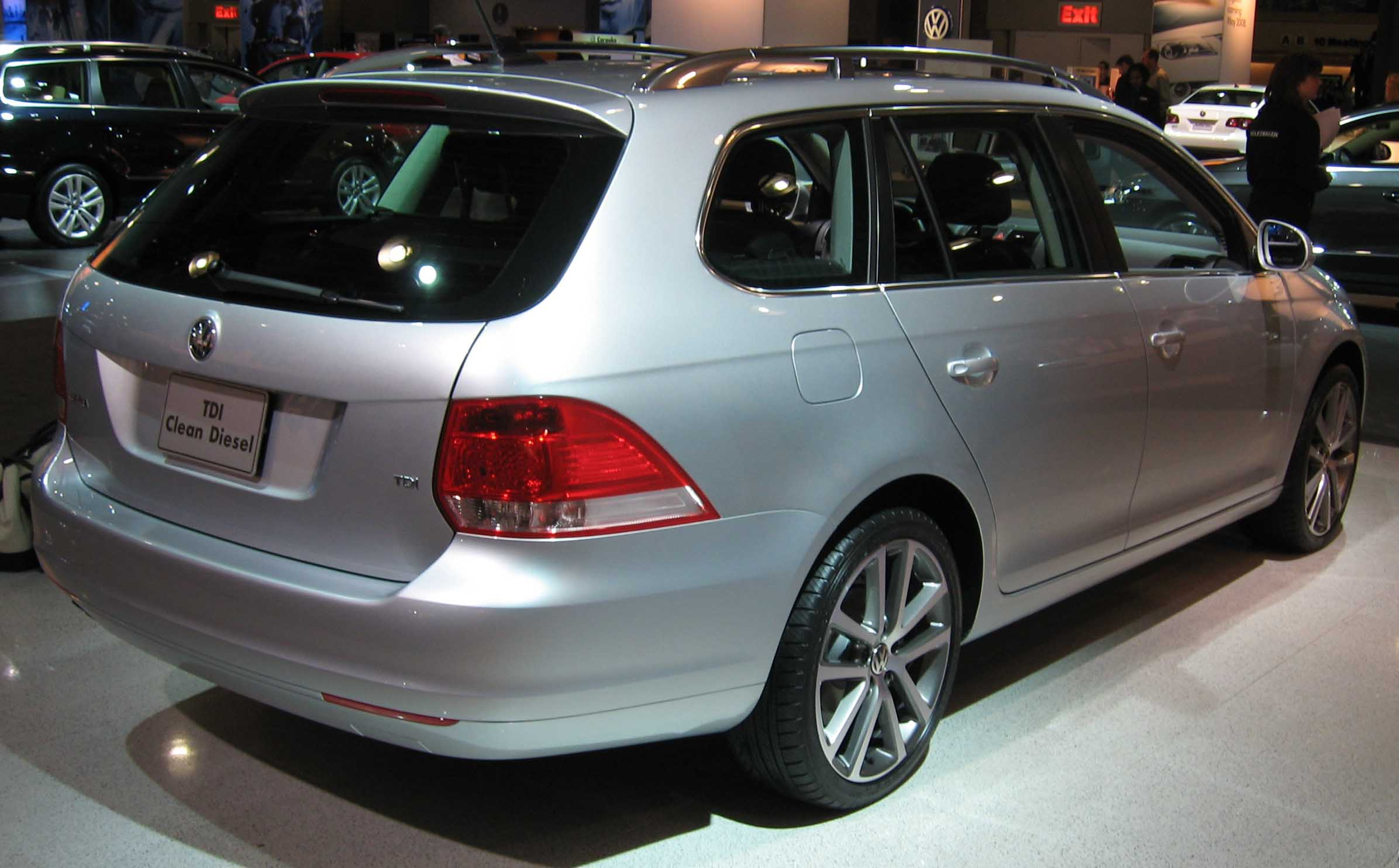
Nur in den USA: der als Jetta SportWagen bezeichnete Golf V Variant

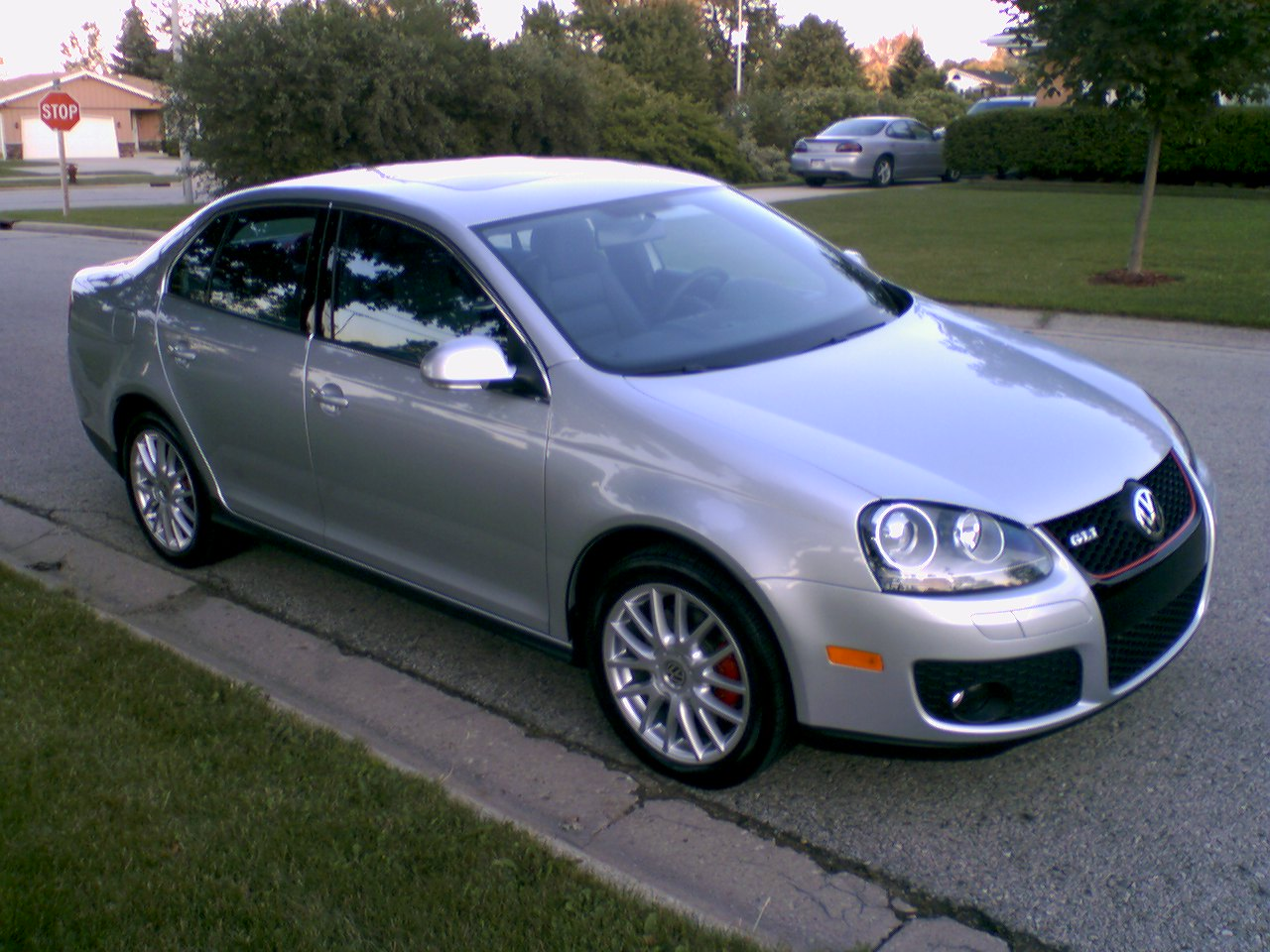
Topmodell der Baureihe: Jetta GLI

| Modell           | Hubraum cm³ | Zylinder    | Ventile     | Max. Leistung kW (PS) bei min−1 | Max. Drehmoment Nm bei min−1 | Motorkennbuchstabe | Bauzeit     |
| Ottomotoren      | Ottomotoren | Ottomotoren | Ottomotoren | Ottomotoren                     | Ottomotoren                  | Ottomotoren        | Ottomotoren |
| ---------------- | ----------- | ----------- | ----------- | ------------------------------- | ---------------------------- | ------------------ | ----------- |
| 1.4 TSI          | 1390        | 4           | 16          | 90 (122)/5000                   | 200/1500–4000                | CAXA               | 2007–2010   |
| 1.4 TSI          | 1390        | 4           | 16          | 103 (140)/5600                  | 220/1750–4000                | BMY                | 2005–2008   |
| 1.4 TSI          | 1390        | 4           | 16          | 118 (160)/5800                  | 240/1500–4500                | CAVD               | 2008–2010   |
| 1.4 TSI          | 1390        | 4           | 16          | 125 (170)/6000                  | 240/1750–4000                | BLG                | 2005–2008   |
| 1.6 (1)          | 1595        | 4           | 8           | 74 (100)/5500                   | 140/3250                     |                    | 2006–2010   |
| 1.6              | 1595        | 4           | 8           | 75 (102)/5600                   | 148/3800                     | BSE/BSF            | 2005–2010   |
| 1.6 FSI          | 1598        | 4           | 16          | 85 (115)/6000                   | 155/4000                     | BLF                | 2005–2007   |
| 1.8T (1)         | 1781        | 4           | 20          | 110 (150)/5800                  | 220/2000                     |                    | 2006–2010   |
| 2.0 (1)          | 1984        | 4           | 8           | 85 (115)/5200                   | 170/2400                     |                    | 2006–2010   |
| 2.0 FSI          | 1984        | 4           | 16          | 110 (150)/6000                  | 200/3500                     | BLR/BVY            | 2005–2008   |
| 2.0 TSI          | 1984        | 4           | 16          | 147 (200)/5100–6000             | 280/1700–5000                | BWA/CAWB           | 2005–2010   |
| 2.5 (2)          | 2480        | 5           | 20          | 110 (150)/5000                  | 228/3750                     | BGP                | 2005–2010   |
| 2.5 (2)          | 2480        | 5           | 20          | 125 (170)/5700                  | 240/4250                     | BPR/BPS            | 2005–2010   |
| Dieselmotoren    |             |             |             |                                 |                              |                    |             |
| 1.6 TDI (CR) (3) | 1598        | 4           | 16          | 77 (105)/4400                   | 250/1500–2500                | CAYC               | 2009–2010   |
| 1.9 TDI (PD) (4) | 1896        | 4           | 8           | 77 (105)/4000                   | 250/1900                     | BKC/BXE/BLS        | 2005–2009   |
| 2.0 TDI (PD) (5) | 1968        | 4           | 16          | 103 (140)/4000                  | 320/1750–2500                | BKD                | 2005–2008   |
| 2.0 TDI (PD) (3) | 1968        | 4           | 8           | 103 (140)/4000                  | 320/1750–2500                | BMM                | 2006–2008   |
| 2.0 TDI (CR) (3) | 1968        | 4           | 16          | 103 (140)/4200                  | 320/1750–2500                | CBDB               | 2008–2010   |
| 2.0 TDI (PD) (3) | 1968        | 4           | 16          | 125 (170)/4200                  | 350/1750–2500                | BMN                | 2006–2008   |
| 2.0 TDI (CR) (3) | 1968        | 4           | 16          | 125 (170)/4200                  | 350/1750–2500                | CEGA               | 2008        |

## Auszeichnungen
- 2009: Top Safety Pick 2010[1]